# Nœud d'Almaguer
Le nœud d'Almaguer (espagnol : Nudo de Almaguer), également appelé massif colombien (espagnol : Macizo colombiano), est un massif montagneux situé dans la cordillère des Andes, en Colombie.

## Géographie
Le nœud d'Almaguer est situé à la jonction des cordillères Centrale et Orientale et s'étend sur les départements de Cauca, Huila et Nariño. 
C'est le plus important réservoir hydrologique de Colombie, de nombreux fleuves prenant naissance dans cette zone, tels les ríos Patía, Cauca, Magdalena, Putumayo et Caquetá.